# Pseudophengodes cincinnata
Pseudophengodes cincinnata là một loài bọ cánh cứng trong họ Phengodidae. Loài này được Erichson miêu tả khoa học năm 1847.